# Ciclismo ai Giochi della XXXI Olimpiade - Omnium femminile
Le gare di omnium femminile dei Giochi della XXXI Olimpiade furono corse il 6 e 7 agosto al Velódromo Municipal do Rio, in Brasile. La medaglia d'oro fu vinta dalla britannica Laura Trott.
Vide la partecipazione di 18 atlete.